# Les Rendez-vous du premier roman
Les Rendez-vous du premier roman est un prix littéraire québécois.

## Description
Les Rendez-vous du premier roman est né à Montréal en 2013, sous l’influence du Festival du premier roman de Chambéry, qui le coordonne conjointement avec l'Union des écrivaines et des écrivains québécois (UNEQ). Son jury est composé des membres de clubs de lecture qui sélectionnent chaque année deux premiers romans : l’un français, l’autre québécois. Les écrivaines et écrivains lauréats reçoivent une bourse en plus d’être invités à participer au Festival littéraire international de Montréal Metropolis bleu et au Festival du premier roman de Chambéry.

## Lauréats
Lauréats québécois
- 2013 : David Clerson, Frères[3]
- 2014 : Alexandre Mc Cabe, Chez la reine
- 2018 : Élie Maure, Le Cœur de Berlin
- 2019 : Olivier Sylvestre, Noms fictifs
- 2020 : Marie-Ève Thuot, Les Trajectoires des confettis[4]
- 2021 : Paul Kawczak, Ténèbre
- 2022 : Myriam Vincent, Furie
- 2023 : Maxime Raymond Bock, Morel
- 2024 : Éric Chacour : Ce que je sais de toi

Lauréats français
- 2013 : Karine Serres, Monde sans oiseaux
- 2014 : Julia Kerninon, Buvard
- 2018 : Jean-Baptiste Andrea, Ma reine
- 2019 : Adeline Dieudonné, La Vraie Vie
- 2020 : Victoria Mas, Le Bal des folles
- 2021 : Caroline Dorka-Fenech, Rosa dolorosa
- 2022 : Dimitri Rouchon-Borie, Le Démon de la Colline aux Loups
- 2023 : Giuliano da Empoli, Le mage du Kremlin
- 2024 : Paul Saint-Bris, L'allègement des vernis